# Chăn nuôi nông hộ

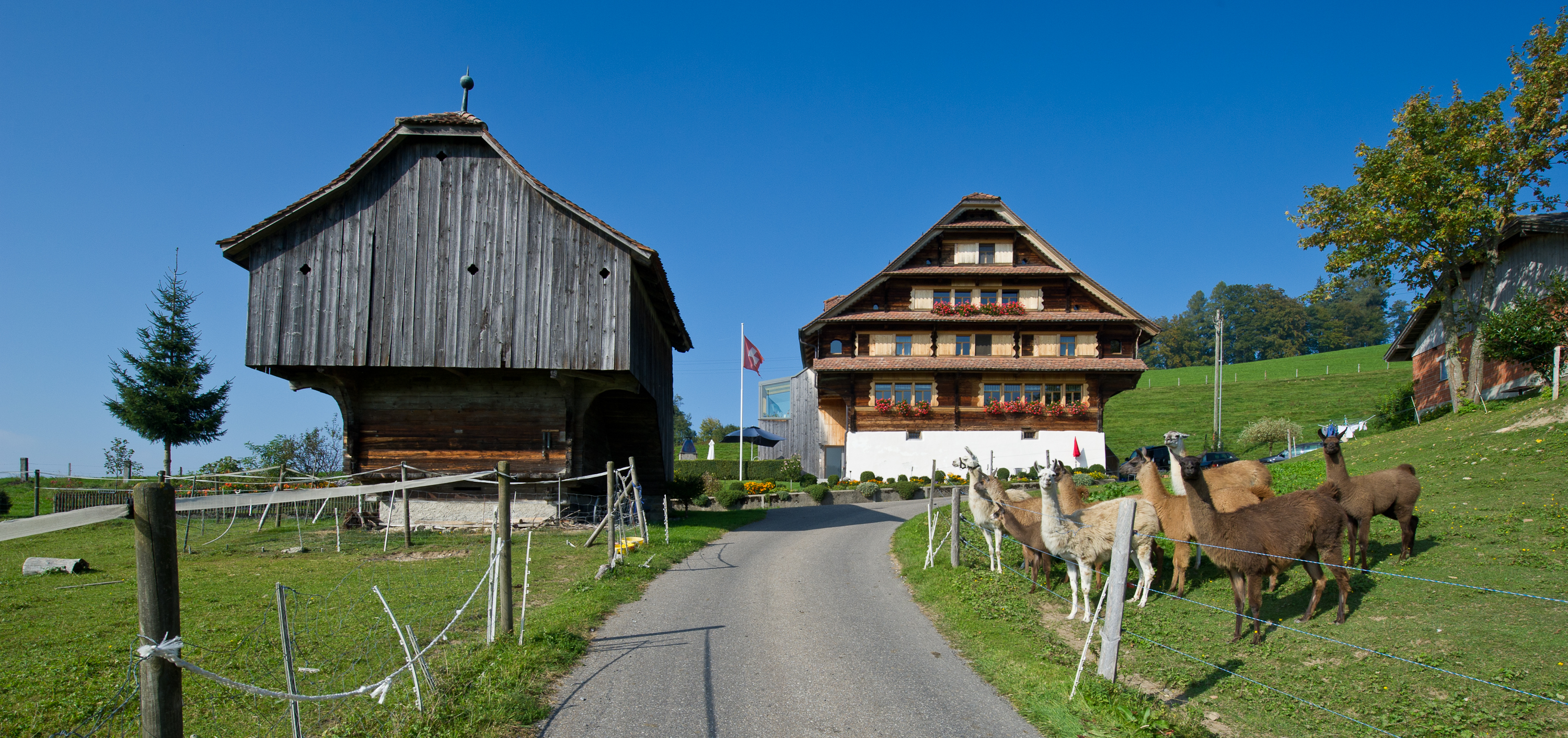
Một nông hộ chăn nuôi dê ở Thụy Sĩ

Chăn nuôi nông hộ là một hình thức chăn nuôi nhỏ lẻ, diễn ra tại hộ gia đình nông dân, có quy mô chăn nuôi nhỏ, dưới mức quy mô chăn nuôi ở trang trại, chủ yếu do những người lao động trong hộ gia đình thực hiện.

## Vai trò
Chăn nuôi nông hộ tạo ra sản lượng thực phẩm lớn cho xã hội, góp phần tạo công ăn việc làm, giúp xóa đói giảm nghèo nhanh và bền vững ở nông thôn.
Chăn nuôi nông hộ là một đầu mối tiêu thụ, chế biến những phụ phẩm của ngành Nông nghiệp, các ngành nghề phụ ở nông thôn như xay xát, nấu rượu, làm bún, bánh... để tạo ra những sản phẩm có giá trị dinh dưỡng cao như trứng, thịt, sữa...
Ngoài ra, chăn nuôi nông hộ tận dụng được nguồn đất đai bạc màu, công lao động nhàn rỗi và vốn tự có của hộ nông dân.

## Trên thế giới

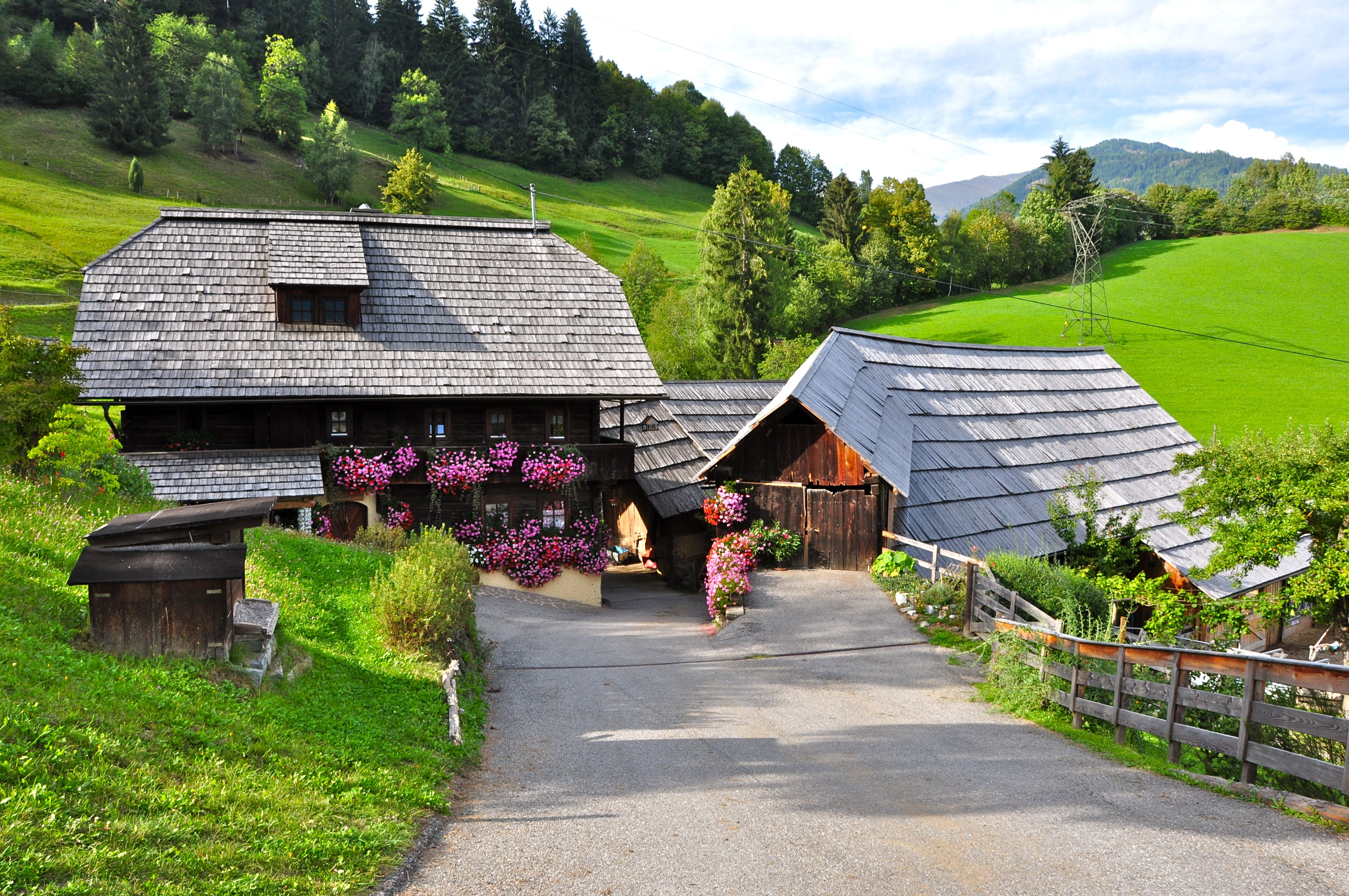
Một nông hộ chăn nuôi ở Áo

Hình thức chăn nuôi này còn tồn tại ở hầu hết các nước có thu nhập thấp. Ở các nước có thu nhập cao, hộ chăn nuôi nhỏ lẻ chỉ đóng góp khoảng 30% tổng sản lượng, còn ở các nước thu nhập thấp, tỷ lệ này là trên 60%.

## Ở Việt Nam
Ở Việt Nam, chăn nuôi nông hộ vẫn khá phổ biến. Quy mô nông hộ bình quân 3 - bốn con heo/hộ còn chiếm 65% tổng đàn heo và hơn một nửa sản lượng thịt cho thị trường; đàn gà nuôi trong nông hộ chiếm 70% tổng đàn và 60% sản lượng thịt. Hiện, số hộ nuôi gà là 6,5 triệu hộ; gần 100% đàn đại gia súc (trâu, bò) được nuôi tại nông hộ.

## Hạn chế
Năng suất thấp, nguy cơ dịch bệnh cao, vệ sinh an toàn thú y kém...